# 千登三子
千 登三子（せん とみこ、1930年〈昭和5年〉7月27日 - 1999年〈平成11年〉3月9日）は、日本の茶人。茶道裏千家家元の15代千宗室夫人。

## 経歴
東京都に塚本商店会長塚本定治郎（4代塚本定右衛門）の三女として生まれる。旧姓は塚本。塚本家は江戸時代から続く近江の豪商の家系で、明治以降は東京で繊維の総合商社塚本商店を営んでいた名家である。
雙葉高等女学校、アテネ・フランセを卒業後、登三子は千玄室と見合いをした。千玄室から結婚を申し込まれた際、彼女はフランス文学が好きで、パリに留学したいとフランス語を勉強中であったため、2日後に、「フランス語の勉強を続けさせてほしい」という条件付きで申込みを承諾した。
その後、国際茶道文化協会会長や裏千家学園長をつとめた。著作に日本の伝統文化や礼儀などを茶道からとらえた「冠婚葬祭」「生活ごよみ」などがある。職業婦人による世界最大の奉仕団体・国際ソロプチミストの日本財団理事長、日仏文化協会理事なども務めた。1989年（平成元年）、藍綬褒章を受章。68歳で逝去。

## 家族
- 父：塚本定治郎(4代塚本定右衛門)
- 母：塚本三鶴(村池研三の三女)[4]
  - 夫・15代汎叟宗室
    - 長男・16代玄黙宗室 - 妻は三笠宮崇仁親王の第2女子・容子内親王
      - 孫・千明史(菊地明史)、阪田万紀子、千敬史(千宗史)

    - 次男・伊住政和
      - 孫・伊住公一朗、伊住禮次朗